# Maga (banda)
maga es un grupo sevillano de indie pop español fundado por Miguel Rivera (voz, guitarra, teclados y programación), David García (batería) y Javier Vega (bajo). En diciembre de 2014, momento en que el grupo anuncia un parón en su actividad, estaba formado por Miguel Rivera (cantante y guitarrista), Javier Vega (bajo), Pablo Cabra (batería) y César Díaz (teclados). El 22 de octubre de 2022 se despidió indefinidamente de su público con un concierto en el Teatro Lope de Vega de Sevilla. 
El grupo destaca por sus letras crípticas con sonidos ensoñadores. Tienen un número amplio de seguidores dentro de la escena independiente española y asiduos de Los Conciertos de Radio 3. Han tocado en grandes festivales como el FIB y han estado de gira por toda España, así como por Venezuela, Chile, Uruguay y Argentina.
El nombre del grupo se debe a un personaje de la novela Rayuela de Julio Cortázar.

## Historia
El LP maga (rojo, 2006) está editado en Argentina (Ultrapop) y México (Astro Discos México).
En 2008, el grupo decidió abandonar Limbo Starr, la discográfica con la que había publicado todos sus trabajos hasta la fecha. Después de varios meses, ficharon por Mushroom Pillow, con quien publicaron en 2010 A la hora del sol.
El 11 de diciembre de 2014 anuncian a través de un comunicado en su página de Facebook la decisión "de que Maga se tome un descanso", sin dar información sobre las intenciones de la banda para el futuro. Un año después, el 15 de diciembre de 2015, anuncian su regreso con la grabación de dos nuevos discos en 2016: una regrabación de su primer álbum para celebrar el 15º aniversario de la banda y un nuevo disco.

## Discografía

### EP
- Bidimensional (2001)
- Blanco sobre blanco (2004)
- Silencio (2011)

### Álbumes
- maga, álbum blanco (2002)
- maga, álbum negro (2004)
- maga, álbum rojo (2006)
- A la Hora del Sol (2010)
- Satie contra Godzilla (2011)
- Salto horizontal (2017)

### Participaciones
- Tributo a Depeche Mode. Tema “Little 15”.

- Tributo a Echo & the Bunnymen. Tema “Porcupine”.